# Floral Green
Floral Green es el segundo álbum de estudio de la banda de rock estadounidense Title Fight, publicado el 18 de septiembre de 2012 por SideOneDummy. Fue grabado y producido con Will Yip, en "Studio 4" de Conshohocken, Pensilvania.

## Lanzamiento
El 8 de julio de 2012, publicó una imagen que decía "September 2012". Al día siguiente, el sello del grupo, SideOneDummy Records publicó la carátula del álbum. El 24 de julio, "Head in the Ceiling Fan" estuvo disponible para streaming y descarga gratuita a través del sitio web de la banda. Se lanzó además un vídeo musical para "Head in the Ceiling Fan", dirigido por el guitarrista de Gray Zine, Evan Evans. En agosto, la banda actuó en el festival "This Is Hardcore".
El 4 de septiembre, se lanzó un video musical para "Secret Society", dirigido por Hannah Roman. Se lanzó un vinilo 7" con "Secret Society" y una cara B sin título.
El álbum estuvo disponible para su transmisión a través de NME el 14 de septiembre, y fue lanzado oficialmente unos días después.

### Gira
En septiembre y octubre, la banda realizó una gira europea con La Dispute y Make Do and Mend. Posteriormente, organizaron un show de lanzamiento para el álbum, el 19 de octubre. En octubre y noviembre, el grupo realizó un tour por Estados Unidos, con el apoyo de Pianos Become the Teeth y Single Mothers. También fueron apoyados en fechas seleccionadas por Tigers Jaw, Whirr, Power Trip, y Face Reality.
En marzo de 2013, la banda realizó una gira por Australia, con el apoyo de Luca Brasi; prosiguiendo en abril y mayo por Europa y Reino Unido, junto a Dead End Path y Whirr. En agosto, el grupo participó en el "FYF Fest". En septiembre y octubre, volvieron a girar por Estados Unidos, con Balance And Composure, Cruel Hand, y Slingshot Dakota. Culminando con una presentación en el "Fun Fun Fun Fest" en noviembre.

## Recepción
Floral Green alcanzó el puesto 69 en el Billboard Top 200. 
El álbum fue incluido en la lista de los mejores álbumes de 2012 de TheWaster, y más tarde fue nombrado el 29º mejor álbum de la década de 2010, por Chorus.fm. AbsolutePunk lo posicionó en el #14 dentro de los treinta mejores álbumes de 2012.

## Listado de canciones
| N.º | Título                      | Duración |  |
| 1.  | «Numb, But I Still Feel It» | 3:03     |  |
| 2.  | «Leaf»                      | 2:33     |  |
| 3.  | «Like a Ritual»             | 3:08     |  |
| 4.  | «Secret Society»            | 3:07     |  |
| 5.  | «Head in the Ceiling Fan»   | 4:00     |  |
| 6.  | «Make You Cry»              | 2:54     |  |
| 7.  | «Sympathy»                  | 2:52     |  |
| 8.  | «Frown»                     | 2:19     |  |
| 9.  | «Calloused»                 | 2:02     |  |
| 10. | «Lefty»                     | 4:01     |  |
| 11. | «In-Between»                | 2:54     |  |

## Créditos
| Banda - Jamie Rhoden – guitarras, voces, coros - Ned Russin – bajo, voces, coros - Shane Moran – guitarras - Ben Russin – batería, percusión | Producción - Will Yip – producción, ingeniero de sonido, mezcla - Adam Ayan – masterización - Phil Nicolo – mezcla - Jay Preston – mezcla - Colin Gorman – mezcla - Isaac Gonzales – layout - Manny Mares – fotografía - John Garrett Slaby – artwork |

## Posición en listas
| Chart (2012)                      | Peak |
| --------------------------------- | ---- |
| U.S. Billboard 200                | 69   |
| U.S. Billboard Alternative Albums | 17   |
| U.S. Billboard Independent Albums | 18   |
| U.S. Billboard Top Rock Albums    | 27   |
| U.S. Billboard Tastemaker Albums  | 21   |
| U.S. Billboard Top Album Sales    | 69   |
| U.S. Billboard Vinyl Albums       | 2    |